# 吴家屯站
吴家屯站位于辽宁省沈阳市苏家屯区沙河街道，为沈丹铁路上的一个火车站。车站建于1919年，原名吴家屯站，2017年6月更名为沈阳自贸区站。车站距离沈阳站26公里，丹东站251公里，隶属中国铁路沈阳局集团本溪车务段管辖。现为四等站。
为配合沈阳桃仙国际机场第二跑道工程，铁路部门实施沈丹铁路外迁工程。新线陈相屯站，吴家屯站改建为支线货运站。